# Lestes paulistus
Lestes paulistus är en trollsländeart som beskrevs av Philip Powell Calvert 1909. Lestes paulistus ingår i släktet Lestes och familjen glansflicksländor. IUCN kategoriserar arten globalt som livskraftig. Inga underarter finns listade i Catalogue of Life.